# Józef Sochaniewicz
Józef Sochaniewicz (ur. 6 stycznia 1835 w Bursztynie, zm. 15 sierpnia 1902 tamże) – generał major cesarskiej i królewskiej Armii.

## Życiorys
Urodził się 6 stycznia 1835, w Bursztynie, w rodzinie właściciela ziemskiego. Ukończył z wynikiem dobrym sześć klas Gimnazjum w Brzeżanach. 
Służbę wojskową rozpoczął jako ochotnik 24 stycznia 1853 w 11 pułku huzarów. Po roku w stopniu kaprala został przeniesiony do Pułku Piechoty Nr 57, pod koniec 1854 ukończył szkolenie kadeckie uzyskując stopień porucznika. W czasie wojny z Prusami w 1866 walczył jako oficer liniowy awansując na stopień kapitana. 
W 1879 został przeniesiony do Przemyśla jako komendant batalionu w Pułku Piechoty Nr 10. Na stopień majora został mianowany ze starszeństwem z 1 listopada 1879. Zajmował się administracją jednostki i powoływany był na kierownika poboru w okręgu uzupełnień. Z dniem 1 stycznia 1883 przeniesiony został do nowo utworzonego Galicyjskiego Pułku Piechoty Nr 90 w Przemyślu z takim samym zakresem obowiązków. W 1884 został nobilitowany za 32 lata służby wojskowej. W 1886 awansował na stopień podpułkownika, 1 maja 1889 awansował na pułkownika, a 1 października objął stałe dowództwo Pułku Piechoty Nr 90. W czerwcu 1894 został mianowany komendantem 89 Brygady Piechoty Obrony Krajowej w Przemyślu. 9 listopada 1894 został mianowany na stopień generała majora ze starszeństwem z 1 listopada 1894. Odznaczony orderem Leopolda. 1 maja 1897 przeniesiony w stan spoczynku i wówczas odznaczony Orderem Korony Żelaznej III klasy. Zamieszkał w Krakowie, nie założył rodziny. Zmarł w Bursztynie. Został pochowany na miejscowym cmentarzu.